# Al-Mútazz (abbàssida)
Abu-Abd-Al·lah Muhàmmad al-Mútazz bi-L·lah —àrab: أبو عبد الله محمد المعتز بالله, Abū ʿAbd Allāh Muḥammad al-Muʿtazz bi-Llāh—, més conegut per la primera part del seu làqab al-Mútazz (847-869), fou un califa abbàssida de Bagdad (866-869), fill del califa al-Mutawàkkil i de la seva concubina esclava, Kabiha.

## Biografia
La guàrdia turca de Samarra va deposar al-Múntassir el 9 de juny del 862 i va posar al tron un cosí, al-Mustaín. Els partidaris de Muhàmmad al-Mútazz, el germà d'al-Múntassir i hereu que llavors tenia 15 anys, es van revoltar, però foren derrotats pels mercenaris turcs. Al-Mustaín va confiscar els béns d'al-Mútazz i del seu germà Ibrahim al-Muàyyad, que foren empresonats. Els turcs els volien executar però la intervenció del secretari en cap (que exercia part de les funcions de visir), Ahmad ibn al-Khasib, els va salvar.
Posteriorment, durant els disturbis causats per la guàrdia turca a Samarra, els partidaris d'al-Mútazz el van treure de la presó i es va iniciar una lluita violenta de la qual al-Mútazz aquesta vegada va sortir triomfant. Va aconseguir amb promeses el servei dels turcs que van assetjar Bagdad i finalment el seu cosí al-Mustaín va abdicar el gener del 866 i al-Mútazz fou reconegut califa el 25 de gener del 866. Es va pactar que el califa deposat residira a Medina però fou arrestat quan era a Wasit i executat l'octubre del 866 a Katul (Samarra). Al-Mutawàkkil havia deixat establert que a la seva mort havien de ser califes successivament els seus fills al-Múntassir, al-Mútazz i al-Muayyad. Així aquest darrer esdevenia hereu al tron però al-Mútazz el va obligar per la força a renunciar als seus drets i el va fer matar tot seguit. El seu primer visir fou Abu-l-Fadl Jàfar al-Iskafí, imposat per la guàrdia turca, però se'n va desfer tan aviat com va poder i va nomenar Ahmad ibn Israil amb ajut del qual va intentar reduir la influència del general turc Bughà aix-Xarabí.
Més endavant van esclatar revoltes kharigites a la Jazira i la regió de Mossul, i a la regió de Bàssora es van revoltar els zanj. També hi va haver revoltes alides al Hijaz (el hassànida Ismail ibn Yusuf) i al Tabaristan sota el zaidita Al-Hàssan ibn Zayd. Especialment notable fou la progressió al sud de l'Iran del safàrida Yaqub ibn al-Layth, si bé encara no va arribar a la província de Fars fins més tard.
El 867, en un motí de les tropes turques reclamant els seus sous, el general Salih ibn Wasif va resultar mort. Bughà aix-Xarabí fou empresonat i executat el 868, i aquell any feu enverinar Alí an-Naqí, desè imam xiïta imamita, que estava confinat a Samarra. Però la influència turca va retornar el 869 amb Salih ibn Wasif i Baibakk, mentre que la dels governadors militars de Bagdad, tahírides del Khorasan, i els seus oficials, declinava amb Sulayman ibn Abd Allah (869-879) menys competent que el seu germà i predecessor Ubayd Allah ibn Abd Allah ibn Tahir (867-869), al qual el califa havia obligat a renunciar. Salih ibn Wasif va poder apartar llavors el visir Ahmad ibn Israil, i Abu-l-Fadl Jàfar al-Iskafí va tornar al càrrec i es va satisfer els soldats turcs amotinats que reclamaven la paga.
A mig juliol del 869, es van aliar les faccions dels turcs (els ferghanis i els magharibes) i el califa fou deposat. Al-Mútazz va morir tres dies després, el 16 de juliol del 869, quan tenia 24 anys, a causa dels maltractes rebuts. Els turcs van posar al tron al fill d'al-Wàthiq, Muhammad, que va regnar amb el lakab d'al-Muhtadí, però se li va imposar com a visir a Abu-l-Fadl Jàfar al-Iskafí.